# Верпея
Верпея или Верпья, Дяйвес Валдитойос (лит. Werpeja, Властвующая богиня) — в литовской мифологии богиня (как греческая парка), которая пряла нити человеческой жизни.
По литовским преданиям Верпея сидела высоко на небосклоне, и нитки судеб опускались вниз, на конце каждой из них была прикреплена звезда: чем жизнь долговременнее, тем нитка была длиннее, а звезда ближе к земле; оттого литовцы отождествляли маленькие звезды с детьми, а бо́льшие — со взрослыми. Когда человек умирал, тогда прерывалась нитка судьбы и звезда падала вниз и угасала в воздухе: каждая падающая звезда означала умершего.
Согласно литовским преданиям, Верпея прядет так быстро, что нити, спряденной ей за один день, достаточно для измерения всего света. Однако звезда, которая висит на кончике её нити, показывается сначала довольно незаметно и начинает увеличиваться не ранее, чем спустя несколько лет.